# Wilcza (województwo wielkopolskie)
Wilcza – wieś w Polsce położona w województwie wielkopolskim, w powiecie jarocińskim, w gminie Kotlin.
W latach 1975–1998 miejscowość należała administracyjnie do województwa kaliskiego.